# 下腹壁動脈
下腹壁動脈（かふくへきどうみゃく、inferior epigastric artery）は、外腸骨動脈から分岐し腹部を上行したのち、上腹壁動脈へと交通する動脈である。下腹壁静脈と伴行する。

## 走行
外腸骨動脈から分岐し、上内側に曲がって腹横筋膜と腹膜の間を腹直筋の後面まで進み、腹直筋鞘の中に入る。腹直筋と腹直筋鞘の間をまっすぐ上行したのち、臍の上方で上腹壁動脈に交通する。
精管（女性では子宮円索）は下腹壁動脈の前外側を越えて曲がる。